# 公卿補任
《公卿補任》，是一本記載歷代日本朝廷高官的職員名錄，屬於日本史的基本史料之一。

## 簡介
《公卿補任》順序紀錄了每年任職太政大臣、攝政、關白、左大臣、右大臣、內大臣、大納言、中納言、參議、非參議等從三位以上的公卿，人名以本姓表示，例如藤原氏會寫成「藤○○」而不是「藤原○○」，各人人名下標註其生卒年、晉升、任官等事蹟。《國史大系》的版本涵蓋了自神武天皇到明治元年（1868年）的紀錄。
《公卿補任》的作者和寫作年代不詳，據信是在弘仁二年（811年）編纂的《歷運記》的基礎下增訂、自早年簡略到後來詳細地記載，一般認為在應和至正曆年間（10世紀後半葉）成書；長和年間，非參議等職務任免加入記載。
此書是日本朝廷官職最全面的歷史資料，然而在平安時代前期的資料存在不少錯誤，或因政治原因而改寫（官員任免的日期），部分資料更可能與實際不同。

## 集成叢書
國史大系
- 《新訂增補國史大系 第53卷・公卿補任 第1篇》吉川弘文館　黑板勝美（日语：黒板勝美）、國史大系編修會(編）ISBN 4642003568
- 《新訂增補國史大系 第54卷・公卿補任 第2篇》吉川弘文館　黑板勝美、國史大系編修會(編）ISBN 978-4642003575
- 《新訂增補國史大系 第55卷・公卿補任 第3篇》吉川弘文館　黑板勝美、國史大系編修會(編）ISBN 978-4642003582
- 《新訂增補國史大系 第56卷・公卿補任 第4篇》吉川弘文館　黑板勝美、國史大系編修會(編）ISBN 978-4642003599
- 《新訂增補國史大系 第57卷・公卿補任 第5篇》吉川弘文館　黑板勝美、國史大系編修會(編）ISBN 978-4642003605
- 《新訂增補國史大系 別卷・公卿補任 索引》吉川弘文館　黑板勝美、國史大系編修會(編）ISBN 4642003614

## 引用
1. ↑  《弘仁歷運記》收錄了部分延喜式的條文。
2. ↑  平安時代前期（弘仁－寬平年間）有朝廷編纂的正史——《六國史》，其中引用《六國史》的《類聚國史》、《日本紀略》都有和本書記載不一致的記錄。《公卿補任》成立史研究者土田直鎮指出，引用本書此時期的資料要特別小心。

## 外部連結
- 國會圖書館數字館藏《公卿補任》前編 （页面存档备份，存于）、中編 （页面存档备份，存于）、後編 （页面存档备份，存于）
- 公卿補任超連結 （页面存档备份，存于）（923年（延長元年）－1052年（永承七年）之間分13期列出）
- Kotobank《公卿補任》 （页面存档备份，存于）